# Лом (минералогия)
Вижте пояснителната страница за други значения на Лом.
Ломът на минералите представлява формата и вида на повърхността, по която камъкът се счупва. Той е свойство, тясно свързано с тяхната цепителност. За лом се говори когато минералът се раздробява неправилно под въздействието на някакви напрежения. Той се отнася както за минералите с неясна или липсваща цепителност, така и за нецепителните повърхности на останалите. Минералите могат да имат цепителност в една посока и лом в друга. Понякога видът на лома се използва като характеристика за идентифициране на различните минерали.

## Видове лом
Всички минерали се характеризират с лом и всеки от тях почти винаги притежава един и същи лом. Изключително рядко един и същи минерал може да покаже различни типове лом. В някои текстове могат да бъдат срещнати и категории лом, различни от дадените тук, но те са или синоними на изброените, или описателни. Според вида на отломената повърхност след разцепване се различават следните видове лом:

### Неравен лом
Неравният лом е с груба фактура и неравна повърхност. Среща се при голяма част от минералите, например при пирит и авгит.

### Мидест (конхоидален) лом
Мидестият лом наподобява дъговидната извита повърхност на мидена черупка със слаби, приблизително концентрични издатини. Често се получава при аморфни или дребнозърнести минерали като обсидиан или кремък, но може да се наблюдава и при някои минерали с кристална структура като кварца.

### Полумидест лом
Полумидестият лом представлява преход между мидестия лом и гладка повърхност.

### Землест лом
Землестият лом е с повече или по-малко ронлива повърхност и наподобява прясно разрохкана почва. Често се появява при сравнително меки минерали като лимонит и каолинит.

### Кукест лом
Кукестият лом, срещан понякога като назъбен, има фактура, прилична на счупен метал. Разчупената повърхност е изпъстрена с груби, назъбени точки. Характерен е главно за металите.

### Влакнест лом
Влакнестият лом има повърхност, наподобяваща дълги минерални влакна. Обикновено се проявява при влакнести минерали като хризолита, но понякога, макар и доста по-рядко, се наблюдава и при невлакнести минерали като кианита.

### Зърнест лом
Зърнестият лом има груба повърхност с ясно изразен зърнест строеж.

### Иглест лом
Иглестият лом има фактура, съдържаща тънки и издължени грапавини.